# Critolao
Critolao fue un filósofo peripatético de la Antigua Grecia que vivió  en el siglo II a. C. Nació en Fasélide, en la región de Licia. Fue sucesor de Aristón de Ceos al frente del Liceo y fue sucedido por Diodoro de Tiro. Era discípulo de Licón. En el año 155 a. C. fue miembro de una embajada de filósofos enviada a Roma por los atenienses, junto con Carneades y Diógenes el Estoico. Apoyaba la teoría de Aristóteles sobre la incorruptibilidad del alma. Cicerón cita la llamada «balanza» de Critolao, donde ponía los bienes del alma en un lado y en otro los bienes corporales y externos y creía que la balanza se inclinaba claramente hacia los bienes del alma.
Según Aulo Gelio, que lo cita también en varias ocasiones, Critolao sostenía que el placer es malo y es el origen de otros males, como la injusticia, la desidia, la cobardía y el olvido. También  dice que Critolao fue el autor de una Historia de los embajadores de Mileto y del orador Demóstenes.